# Angelica decursiva
Angelica decursiva es una especie de hierba de la familia de las apiáceas. Es originaria de Asia.

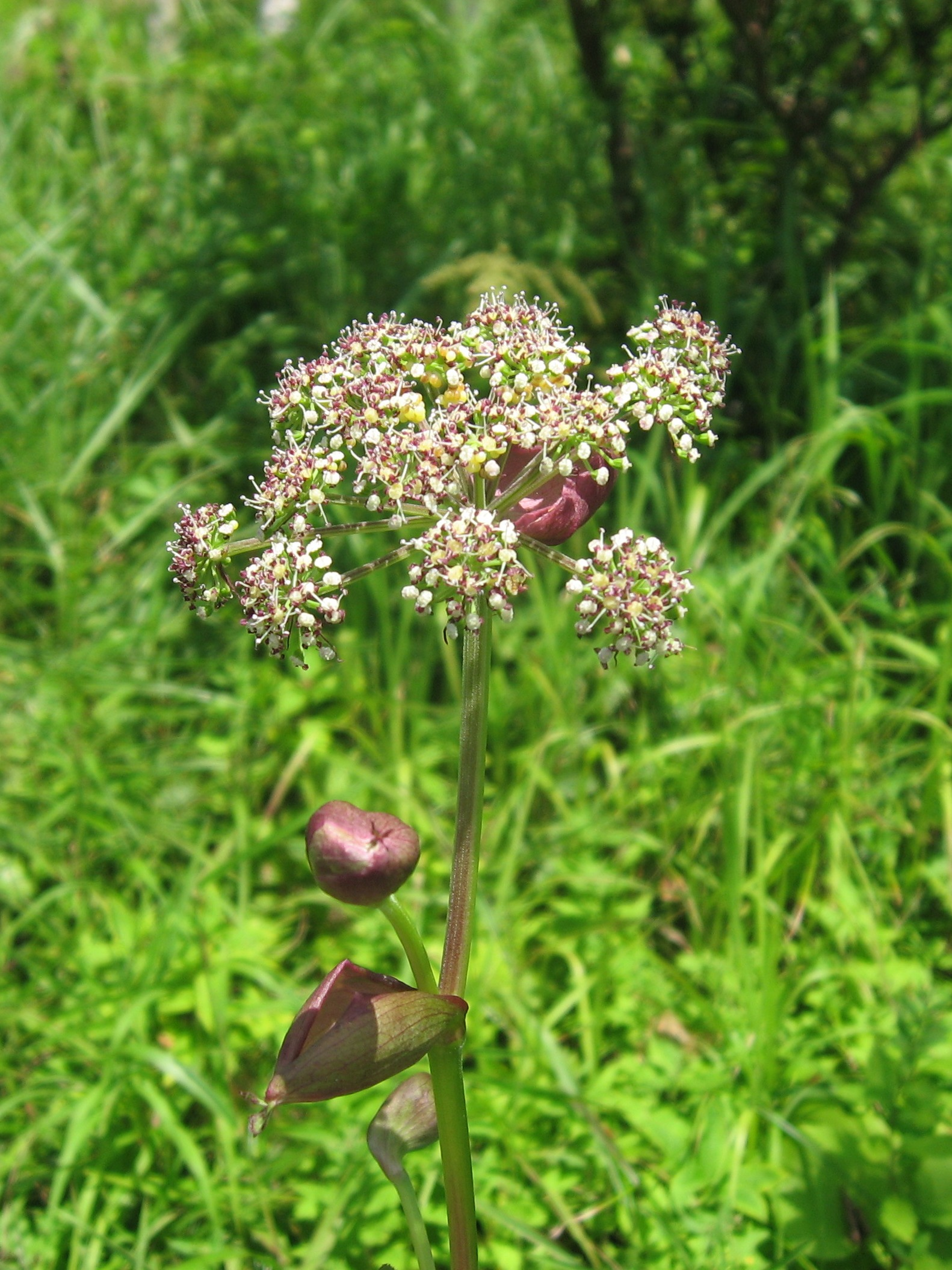
Inflorescencia

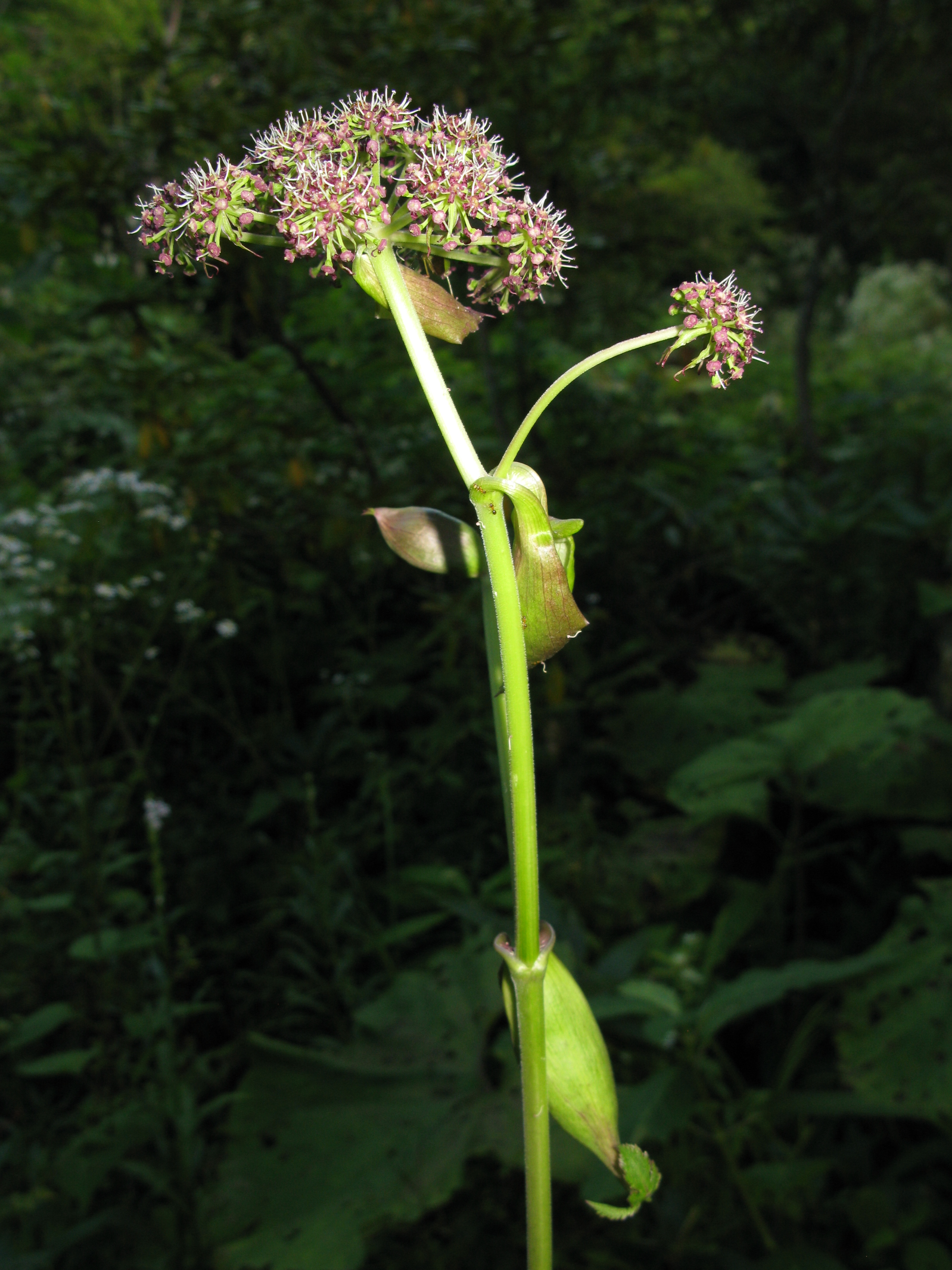
Inflorescencia

## Descripción
Angelica decursiva es una planta perenne que alcanza un tamaño de 1-2 m de altura. Raíz marrón, cónica, de 1-2 cm de espesor, fuertemente aromática. El tallo a menudo púrpura-verde, estriado, glabro. Pecíolos de 13-36 cm, funda púrpura, elíptica;, de 10-25 cm, hoja pinnada triangular a ovada, foliolos ovados u oblongo-lanceolados, de 5-15 x 2-5 cm, decurrentes en la base, margen blanco -cartilaginoso y aserrado, ápice agudo, nervios centrales a menudo púrpura-verde. Pedúnculos de 3-8 cm, pubescentes; brácteas 1-3, púrpura, ovadas, vaina-como, recurvados; rayos 10-22, 2-4 cm, pubescentes; bractéolas 3-8, lineares a lanceoladas, verde o morado; pedicelos pubescentes . Dientes del cáliz triangular subulados. Los pétalos de color púrpura oscuro, obovadas o elipsoide-lanceoladas, ápice incurvan pero no dentada. Anteras de color púrpura oscuro. Fruto oblongo u oval-orbiculares, 4-7 × 3-5 mm. Fl. Agosto-septiembre, fr. Septiembre-noviembre. Tiene un número de cromosomas de  n = 11 *.

## Distribución y hábitat
Se encuentra en los márgenes de los bosques, matorrales arbustivos, pendientes, orillas de arroyos, a una altitud de 200-800 metros en Anhui, Guangdong, Guangxi, Hebei, Henan, Hubei, Jiangsu, Jiangxi, Liaoning, Taiwán, Zhejiang en China y en Japón, Corea, Rusia (Siberia) y Vietnam.

## Propiedades
Las raíces se utilizan en la medicina tradicional china como "qian hu" (véase también Peucedanum praeruptorum ), particularmente en el tratamiento de resfriados, tos y fiebre. 

## Taxonomía
Angelica decursiva fue descrita por  (Miq.) Franch. & Sav. y publicado en Enumeratio Plantarum in Japonia Sponte Crescentium ... 1(1): 187. 1873.
Etimología
Ver: Angelica
Sinonimia
- Ligusticum melanotilingia (H. Boissieu) Kitag.
- Ostericum melanotilingia (H. Boissieu) Kitag.
- Peucedanum decursivum (Miq.) Maxim.
- Peucedanum decursivum var. albiflorum Maxim.
- Peucedanum grandifolioides H. Wolff
- Peucedanum melanotilingia (H. Boissieu) H. Boissieu
- Peucedanum porphyroscias Makino
- Porphyroscias decursiva Miq.
- Selinum melanotilingia H. Boissieu[3]